# Strathocles imitata
Strathocles imitata är en fjärilsart som beskrevs av Druce 1891. Strathocles imitata ingår i släktet Strathocles och familjen nattflyn. Inga underarter finns listade i Catalogue of Life.